# Jönköpingsbrigaden
Jönköpingsbrigaden (IB 12) var en infanteribrigad inom svenska armén som verkade i olika former åren 1949–1992. Förbandsledningen var förlagd i  Eksjö garnison i Eksjö.

## Historik
Genom försvarsbeslutet 1948 beslutades att arméns fältregementen skulle omorganiseras, och från 1949 års krigsorganisation anta en brigadorganisation. Jönköpingsbrigaden (IB 12) sattes upp åren 1949–1951 vid Norra Smålands regemente (I 12) genom att fältregementet Norra Smålands regemente (I 12) omorganiserades till brigad. Genom försvarsutredning 1988 kom Jönköpingsbrigaden att upplösas och avvecklas den 30 juni 1992. Den 1 juli 1994 övertogs beteckningen IB 12 av dess systerbrigad, Kalmarbrigaden.

## Verksamhet
Huvuddelen av brigaden grundutbildades vid Norra Smålands regemente (I 12). Brigaden genomgick förbandstyperna IB 49, IB 59, IB 66, IB 66R och IB 66M. Genom försvarsbeslutet 1972 kom brigaden att bli Norra Smålands regementes sekundära brigad, detta då den inte upptogs till brigadorganisationen IB 77. 

### Organisation
Brigadens hade nedan organisation, Infanteribrigad 66, där infanteribataljonerna utbildades vid Norra Smålands regemente.

- 1x brigadledning
- 1x infanterispaningskompani
- 3x infanteriskyttebataljoner
  - 4x skyttekompanier
  - 1x tungt granatkastarkompani
  - 1x trosskompani
- 1x infanteripansarvärnskompani
- 1x stormkanonkompani
- 1x infanteriluftvärnskompani
- 1x infanterihaubitsbataljon
- 1x infanteriingenjörsbataljon
- 1x infanteriunderhållsbataljon

## Förbandschefer
- 1949–1982: ???
- 1982–1984: Birger Jägtoft
- 1984–1992: ???

## Namn, beteckning och förläggningsort
| Jönköpingsbrigaden | 1949-10-01 | – | 1992-06-30 |

| IB 12 | 1949-10-01 | – | 1992-06-30 |

| Eksjö garnison (F) | 1949-10-01 | – | 1992-06-30 |